# 水滴 (映画)
『水滴』（しずく、英: Baby Love ）は、1968年に製作されたイギリスの映画。

## キャスト
- ルーシー：リンダ・ヘイドン
- リズ（ルーシーの母）：ダイアナ・ドース
- ロバート：キース・バロン
- ニック：デレク・ラムデン
- エイミー：アン・リン
- ハリー：ディック・エメリー
- ブルース・ロビンソン（クレジットなし[2]）
- ティモシー・カールトン